# Cilla del Sit
La Cilla del Sit és un cim de 1.147 metres d'alçada que culmina la serra del Sit, al municipi de Petrer (el Vinalopó Mitjà).
El cim de la Cilla del Sit es localitza en un petit altiplà al qual s'arriba amb certa facilitat tot i les verticals parets de la serra. Des d'aquí dalt s'observa una magnifica panoràmica del Camp d'Alacant i la vall del Vinalopó.